# Anomis punctifera
Anomis punctifera är en fjärilsart som beskrevs av Walker 1858. Anomis punctifera ingår i släktet Anomis och familjen nattflyn. Inga underarter finns listade i Catalogue of Life.